# الإبداع والمرض العقلي

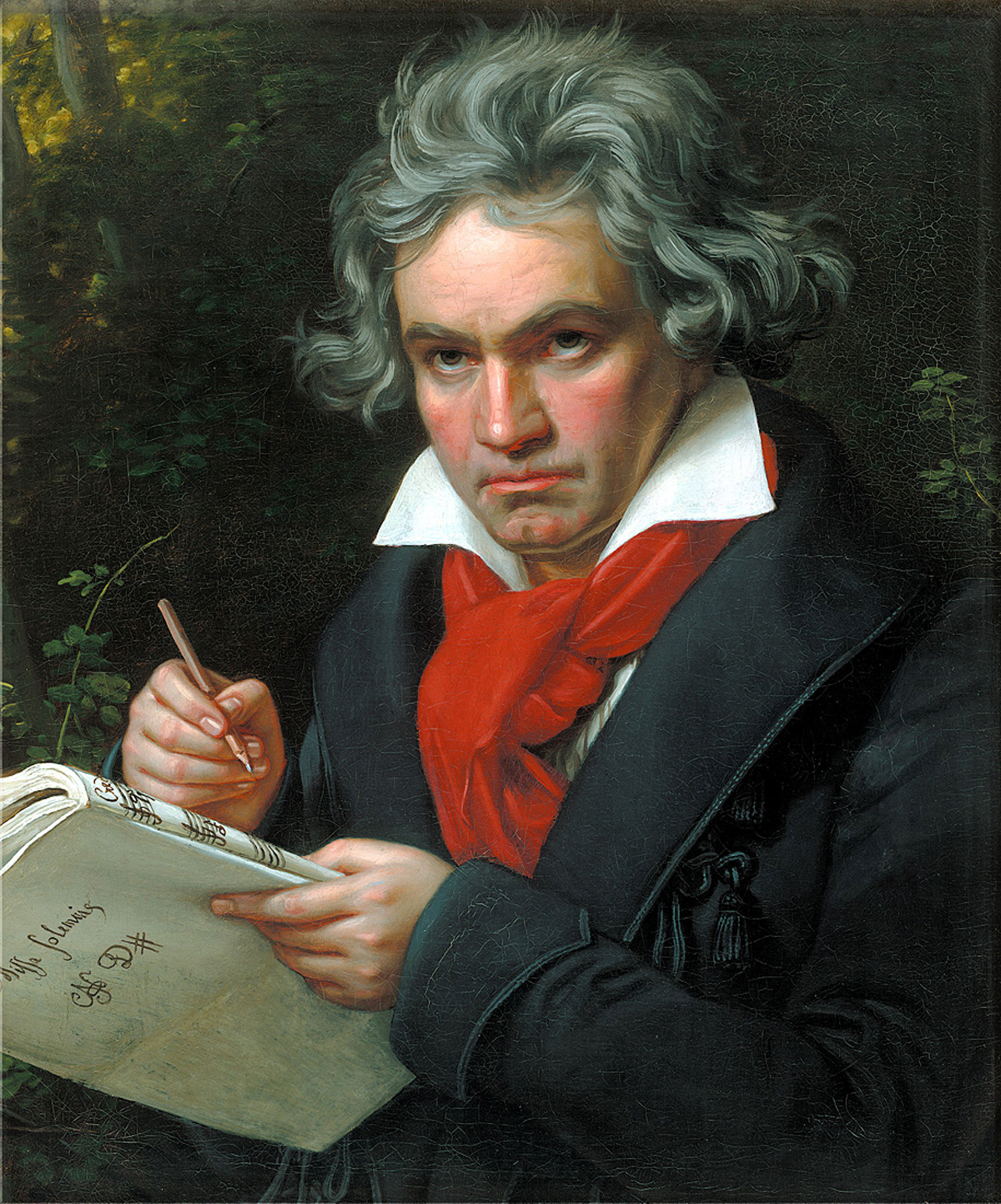
الملحن لودفيج فان بيتهوفن الذي يعتقد أنه عانى من اضطراب ثنائي القطب.

الإبداع والمرض العقلي لقد تمت مناقشة مفهوم العلاقة بين الإبداع والمرض العقلي، ودراسته على نطاق واسع من قبل علماء النفس وغيرهم من الباحثين لقرون عدة. يمكن استنباط المتوازيات لربط الإبداع بالاضطرابات العقلية الرئيسية، بما في ذلك الاضطراب ثنائي القطب، والفصام، واضطراب الاكتئاب الشديد، واضطراب القلق، واضطراب فرط الحركة ونقص الانتباه ومرض التوحد.
على سبيل المثال، أظهرت الدراسات وجود علاقة متبادلة بين المهن الإبداعية والأشخاص الذين يعانون من مرض عقلي. هناك حالات تدعم فكرة أن المرض العقلي يمكن أن يساعد في الإبداع، ولكن من المتفق عليه عمومًا أن المرض العقلي لا يجب أن يكون مرافقاً للإبداع.

## تاريخ
لقد تم اقتراح وجود صلة خاصة بين الإبداع والمرض العقلي، (على سبيل المثال الاضطراب ثنائي القطب، في حين يبدو أن الاضطراب الاكتئابي شائع بشكل ملحوظ بين الكتاب المسرحيين والروائيين وكتاب السير والفنانين).
ظهر الارتباط بين المرض العقلي والإبداع لأول مرة في الأدب في سبعينيات القرن الماضي، لكن فكرة الارتباط بين «الجنون» و «العبقرية» أقدم من ذلك بكثير، ويعود تاريخها على الأقل إلى زمن أرسطو.
لفهم كيفية وجود علاقة بين «الجنون» و «العبقرية»، يجب أن نفهم أولاً أن هناك أنواعًا مختلفة من العباقرة: العباقرة الأدبيون، العباقرة المبدعون، العباقرة العلميون، والعباقرة «في كل المكان».
نظرًا لوجود العديد من الفئات المختلفة، فإن هذا يعني أنه يمكن للأفراد التفوق كلياً في موضوع واحد، ومعرفة كمية متوسطة، أو أقل من متوسطة، من المعلومات عن الآخرين. اعتقد الإغريق القدماء أن الإبداع جاء من الآلهة، ولا سيما الفكر (التصورات الأسطورية للفنون والعلوم، بنات زيوس التسعة). في التقاليد الأرسطية، كان ينظر إلى العبقرية من وجهة نظر فسيولوجية، وكان يعتقد أن نفس النوعية البشرية ربما كانت مسؤولة عن كل من الإنجاز المميز والحزن. كان للكتاب الرومانسيين نفس المثل العليا، حيث عبر اللورد بايرون عن سعادته قائلاً: «نحن في هذه المهنة جميعنا مجانين. بعضنا يتأثر بالفرح، والبعض الآخر بالحزن، ولكن كل شيء أكثر أو أقل جنوناً».
يقال إن الأفراد المصابين بمرض عقلي لديهم القدرة على رؤية العالم بطريقة جديدة ومبتكرة حرفيا، ما يمكنهم من معرفة الأشياء التي لا يمكن للآخرين معرفتها.

## دراسات
لسنوات عديدة، استخدمت الفنون الإبداعية  لعلاج أولئك الذين يعانون من مرض عقلي أو إدمان.
وجدت دراسة أخرى أن الإبداع أكبر عند الأشخاص المصابين بالفصام، من الأفراد العاديين. بينما كان التفكير المتباين مرتبطًا بالتنشيط الثنائي للقشرة الدماغية الأمامية، وجد أن الأفراد المصابين بالفصام لديهم نشاط أكبر بكثيرعند قشرة الفص الجبهي اليمنى، تفترض هذه الدراسة أن هؤلاء الأفراد لديهم  الأفضلية في الوصول إلى كل من نصفي الكرة الأرضية، مما يسمح لهم بإنشاء روابط جديدة بمعدل أسرع. بالاتفاق مع هذه الفرضية، يرتبط الغموض أيضًا بالأفراد المصابين بالفصام والفصام نفسه.
أظهرت ثلاث دراسات حديثة، أجراها مارك باتي وأدريان فيرنهام، العلاقات بين مرض انفصام الشخصية والشخصية الهوسية، والعديد من مقاييس الإبداع المختلفة.
تم تحديد روابط قوية بشكل خاص بين الإبداع واضطرابات المزاج، وخاصة اضطراب الهوس الاكتئابي (مثل الاضطراب ثنائي القطب) والاضطراب الاكتئابي (مثل الاضطراب أحادي القطب). لخصتها كاي ريدفيلد جاميسون تحت عنوان (لمست بالنار): مرض الهوس الاكتئابي والمزاج الفني، بدراسات ومعدلات اضطراب المزاج لدى الكتاب والشعراء والفنانين. كما اكتشفت الأبحاث اضطرابات المزاج لدى كتاب وفنانين مشهورين مثل إرنست همنغواي (الذي أطلق النار على نفسه بعد العلاج بالصدمات الكهربائية) وفرجينيا وولف (التي انتحرت غرقاً عندما شعرت بحادث اكتئاب قادم)، الملحن روبرت شومان (الذي توفي في مؤسسة العلاج العقلي)، وحتى الفنان البصري الشهير ميكيلانجيلو.
وجدت دراسة أجريت على 300000 شخص مصاب بالفصام أو الاضطراب ثنائي القطب أو الاكتئاب أحادي القطب وأقاربهم، وجود تمثيل زائد في المهن الإبداعية لأولئك الذين يعانون من الاضطراب ثنائي القطب، وكذلك للأشقاء غير المشخصين، لأولئك المصابين بالفصام أو الاضطراب ثنائي القطب، لم يكن هناك زيادة في العرض بشكل عام، ولكن تمثيلاً زائداً للمهن الفنية، من بين المصابين بمرض انفصام الشخصية، لم يكن هناك ارتباط لأولئك الذين يعانون من الاكتئاب أحادي القطب أو أقاربهم.
أفادت دراسة شملت أكثر من مليون شخص، أجراها باحثون سويديون في معهد كارولينسكا، عن وجود عدد من الارتباطات بين المهن الإبداعية والأمراض العقلية. كان الكتاب أكثر عرضة لخطر القلق واضطرابات القطبين، وانفصام الشخصية، والاكتئاب أحادي القطب، وإساءة استخدام المواد المخدرة، وكانوا على الأرجح ضعفين تقريبا مثل عامة الناس لقتل أنفسهم. كان الراقصون والمصورون أيضًا أكثر عرضة للإصابة باضطراب ثنائي القطب.
ومع ذلك، كمجموعة وكمجلة تقارير البحوث النفسية، لم يكن من المرجح أن يتعرض الأشخاص في المهن الإبداعية للاضطرابات النفسية أكثر من غيرهم، على الرغم من أنهم كانوا أكثر عرضة للإصابة باضطراب قريب، بما في ذلك مرض فقدان الشهية والتوحد إلى حد ما، ومجلة تقارير البحوث النفسية.
عادة ما يكون البحث في هذا المجال مقيدًا بمجموعات بيانات مقطعية. أحد الاستثناءات القليلة هي دراسة اقتصادية للرفاهية والإنتاج الإبداعي لثلاثة ملحنين موسيقيين مشهورين طوال حياتهم. يتم الحصول على المؤشرات العاطفية من رسائل كتبها فولفغانغ أماديوس موزارت، لودفيج فان بيتهوفن وفرانز ليزت، وتشير النتائج إلى أن العواطف السلبية كان لها تأثير سببي على الإنتاج الإبداعي للفنانين الذين شملتهم الدراسة.
كما تم العثور على أن الإجهاد النفسي يعيق الإبداع التلقائي.
قامت دراسة أجريت عام 2005 في كلية الطب بجامعة ستانفورد، بقياس الإبداع من خلال إظهار أرقام الأطفال متفاوتة التعقيد والتماثل، والسؤال عما إذا كانوا يحبونهم أم لا. أظهرت الدراسة لأول مرة أن عينة من الأطفال الذين يعانون من اضطراب ثنائي القطب، أو يتعرضون لخطر كبير، يميلون إلى كره الرموز البسيطة أو غير المتماثلة. الأطفال الذين لديهم آباء ثنائي القطب والذين لم يكونوا ثنائي القطب أنفسهم سجلوا أيضًا درجات أعلى من الكراهية.

## المزاج والإبداع
تكشف أبحاث الإبداع المزاجي، أن الأشخاص أكثر إبداعًا عندما يكونون في مزاج إيجابي، وأن الأمراض العقلية مثل الاكتئاب أو انفصام الشخصية تقلل فعليًا من الإبداع. واجه الأشخاص الذين عملوا في مجال الفنون على مدار التاريخ، مشاكل مع الفقر والاضطهاد والاغتراب الاجتماعي والصدمات النفسية وإدمان المواد المخدرة، والإجهاد الشديد وعوامل بيئية أخرى مرتبطة بالتطور، وربما تسبب المرض العقلي. وبالتالي فمن المحتمل أنه عندما يرتبط الإبداع نفسه بالمزاج الإيجابي والسعادة والصحة العقلية، فإن ممارسة مهنة في الفنون قد يجلب مشاكل في البيئة والدخل. هناك عوامل أخرى مثل الصورة النمطية التي تعود إلى قرون من الزمن لمعاناة «فنان مجنون» تساعد على تأجيج الارتباط من خلال وضع توقعات حول كيفية تصرف الفنان، أو ربما جعل الحقل أكثر جاذبية لأولئك الذين يعانون من مرض عقلي. بالإضافة إلى ذلك، عندما تكون مناطق معينة من الدماغ أقل تطوراً من غيرها، عن طريق الطبيعة أو التأثير الخارجي، فإن القدرة المكانية لتوسيع الزيادات الأخرى تتجاوز «القاعدة» التي تسمح بالنمو والتطور المحسنين.

## اضطراب ثنائي القطب
الاضطراب ثنائي القطب، هو أحد الاضطرابات النفسية الرئيسية التي يُقال إنها تلهم الإبداع، لأن الحلقات الهوسية تتميز عادة بفترات طويلة ومرتفعة من الطاقة. في كتابها (لمست بالنار)، كتبت عالمة النفس الإكلينيكية الأمريكية كاي ريدفيلد جاميسون أن 38٪ من الكتاب والشعراء عولجوا من نوع من اضطراب المزاج، وأن جميع الكتاب والفنانين المبدعين (89٪) قد عانوا من «ضرر شديد ومنتج للغاية، وحلقات الإبداعية».كانت تتميز بـ «الزيادات الواضحة في الحماس والطاقة والثقة بالنفس وسرعة الارتباط العقلي وطلاقة التفكير والمزاج العالي». هناك أنواع من الاضطراب ثنائي القطب. يتعرض الأفراد المصابون باضطراب ثنائي القطب الأول  إلى نوبات شديدة من الهوس والاكتئاب، مع فترات من العافية بين الحلقات. قد تعني شدة نوبات الهوس أن الشخص معاق بشكل خطير وغير قادر على التعبير عن تصوراته المتزايدة وهروب الأفكار بطريقة عملية.
يتعرض الأفراد المصابون باضطراب ثنائي القطب الثاني لفترات أكثر اعتدالًا من نقص النوم يمكن خلالها تحويل هروب الأفكار وعمليات التفكيرالسريعة والقدرة على الحصول على مزيد من المعلومات إلى فن أو شعر أو تصميم. تم وضع نظرية للفنان الهولندي فينسنت فان جوخ على نطاق واسع لأنه يعاني من اضطراب ثنائي القطب. من بين المبدعين البارزين الآخرين الذين يعانون من الاضطراب الثنائي القطب كاري فيشر وديمي لوفاتو وستيفن فراي (الذي يعاني من السيكلوثيميا، وهو شكل من أشكال الاضطراب الأكثر اعتدالًا وأكثر شدة من القطبين)، ماريا كاري، وكاثرين زيتا جونز، وجان كلود فان دام، رونالد براونشتاين، وباتي ديوك.

## انفصام في الشخصية
يعاني المصابون بالفصام من أعراض إيجابية وسلبية وإدراكية. تشمل الأعراض الإيجابية (السلوكيات الذهنية غير الموجودة لدى الأشخاص الأصحاء)، الهلوسة والأوهام، واضطرابات التفكير والحركة. الأعراض السلبية (الأداء غير الطبيعي للعواطف والسلوك) تشمل «التأثير المسطح»، وانعدام التلذذ. تشمل الأعراض الإدراكية مشاكل «الأداء التنفيذي» والانتباه والذاكرة.
أحد الفنانين المعروفين بانفصام الشخصية هو الفرنسي أنطونين أرتود، مؤسس حركة مسرح القسوة. في الجنون والحداثة (1992)، أشار عالم النفس السريري لويس أ. ساس إلى أن العديد من السمات الشائعة لمرض انفصام الشخصية - لا سيما التشرذم وتحدي السلطة ووجهات النظر المتعددة - هي أيضًا سمات مميزة للفن الحديث.

## الحجج التي تدعم الرابط
في محادثة أجريت عام 2002 مع كريستوفر لانجان، صرح عالم النفس التربوي آرثر جنسن، أن هناك علاقة بين الإبداع والاضطراب العقلي «تم بحثها بشكل جيد وثبت أنها حقيقة»،  وكتب أن الخصائص الفصامية أكثر شيوعًا إلى حد ما في الفلاسفة وعلماء الرياضيات والعلماء. في دراسة أجريت عام 2015، وجد علماء أيسلندا أن الأشخاص الذين يعملون في مهن إبداعية هم أكثر عرضة بنسبة 25٪ لأن يكون لديهم متغيرات جينية تزيد من خطر الاضطراب ثنائي القطب وانفصام الشخصية، مع علم الوراثة مؤسس مشارك كاري ستيفانسون يقول: «في كثير من الأحيان، عندما يصنع الناس شيئًا جديدًا، ينتهي بهم المطاف بالترابط بين العقل والجنون.» أعتقد أن هذه النتائج تدعم مفهوم العبقرية المجنونة.

## اضطراب عقلي
قد تتأثر العديد من الشخصيات التاريخية الشهيرة الموهوبة بمواهب خلاقة للاضطراب ثنائي القطب. لودفيج فان بيتهوفن، فرجينيا وولف، إرنست همنغواي، إسحاق نيوتن، جودي جارلاند وروبرت شومان، هم بعض الأشخاص الذين تم البحث في حياتهم لاكتشاف علامات اضطراب المزاج. في العديد من الحالات، يشترك الإبداع والاضطراب العقلي في بعض الصفات الشائعة، مثل الميل إلى «التفكير خارج الصندوق»، ورحلات الأفكار، وتسريع الأفكار، والإدراك المتزايد للمحفزات البصرية والسمعية والجسدية.
لقد وجد أن أدمغة المبدعين أكثر انفتاحًا على المحفزات البيئية بسبب كميات أقل من التثبيط، وقدرة الفرد اللاوعي على تجاهل المحفزات غير المهمة. في حين يرتبط غياب هذه القدرة بالاضطراب العقلي، فقد وجد أيضًا أنه يساهم في  مواصلة التفكير الأصلي.

## العواطف
قد يشعر الكثير من الأشخاص الذين يعانون من الاضطراب ثنائي القطب بمشاعر قوية خلال مرحلتي الاكتئاب والهوس، مما يحتمل أن يساعد في الإبداع. نظرًا لأن الهوس (انخفاض ضغط الدم) يقلل من تثبيط المجتمع، فغالبًا ما يكون الفنانون جريئين ومقدامون. نتيجة لذلك، يظهر المبدعون عادةً الخصائص المرتبطة بالمرض العقلي. يبدو أن تزايد وشدة هذه الأعراض تختلف باختلاف حجم ومجال الإنجاز الإبداعي. في الوقت نفسه، لا تعادل هذه الأعراض المرض العقلي الكامل لحالة الهوس الإكلينيكي التي بحكم تعريفها، تنطوي على ضعف كبير.

## التشخيص بعد الوفاة
تم تشخيص بعض الأشخاص المبدعين بعد وفاتهم، على أنهم يعانون من اضطراب ثنائي القطب أو أحادي القطب، استنادًا إلى السير الذاتية أو الرسائل أو المراسلات أو الحسابات المعاصرة أو غيرها من المواد القصصية، وعلى الأخص في كتاب كاي ريدفيلد جاميسون (لمست بالنار): يعرض الكتاب حجة مفادها أن الاضطراب الثنائي القطب، والاضطرابات العاطفية بشكل عام، يمكن العثور عليهما في عدد غير متناسب من الأشخاص في المهن الإبداعية مثل الممثلين والفنانين والممثلين والموسيقيين والمؤلفين وفناني الأداء والشعراء.

## ترابط إيجابي
تشير العديد من الدراسات السريرية الحديثة أيضًا إلى وجود علاقة إيجابية بين الإبداع والاضطراب ثنائي القطب، على الرغم من أن العلاقة بينهما غير واضحة، قد يكون المزاج متغيرًا متداخلًا. تم تحديد الطموح أيضًا على أنه مرتبط بالإنتاج الإبداعي لدى الأشخاص عبر الطيف ثنائي القطب.

## المرض العقلي والتفكير المتباين
في عام 2017، صرح الأستاذ المساعد في الطب النفسي جيل سالتز، أن زيادة إنتاج الأفكار المتباينة لدى الأشخاص المصابين بأمراض عقلية خفيفة إلى معتدلة، يؤدي إلى زيادة القدرات الإبداعية. جادل سالتز بأن «الاهتمام المتوتر والحالة النهارية لحلم اضطراب فرط الحركة ونقص الانتباه، على سبيل المثال،». المديرون التنفيذيون لشركات مثل ايكيا وجيت بلو لديهم اضطرابات. يمكن أن يكون كل من التفكير الصريح ومستويات الطاقة العالية والطريقة المنهكة نتيجة إيجابية لآلامهم السلبية. يُعزى الفضل إلى الهوس أيضاً في المساعدة في الإبداع لأنه عندما تزيد سرعة التفكير، تتشكل جمعيات الكلمات بحرية أكبر، وكذلك هروب الأفكار، لأن العقل الهوس يكون أقل ميلًا إلى تصفية التفاصيل التي سيتم رفضها في الحالة الطبيعية على أنها ليست لها صلة.

## الحجج ضد الرابط
لاحظ ألبرت روثنبرغ من علم النفس اليوم، أن "قائمة المبدعين المصابين بأمراض عقلية الذين نجحوا  تتضاءل بسبب العدد الكبير جدًا من الأشخاص المبدعين للغاية في العصر الحديث وعلى مدار التاريخ دون أي دليل على وجود اضطراب"، والذي يتضمن شخصيات مثل وليام شكسبير، يوهان سيباستيان باخ، وجين أوستن. ذكر روتنبرغ أنه عند إجراء مقابلات مع 45 من الحائزين على جائزة نوبل في كتاب "رحلة من العجائب" لم يجد أي دليل على وجود مرض عقلي في أي منهم، وصرح أيضًا: المشكلة هي أن معايير الإبداع لا تكون أبدًا خلاقة. الانخراط في مجتمع فني، أو العمل في الفن أو الأدب، لا يثبت أن الشخص مبدع. ولكن الحقيقة هي أن العديد من الأشخاص الذين يعانون من مرض عقلي يحاولون العمل في وظائف لها علاقة بالفن والأدب، ليس لأنهم يجيدون ذلك، ولكن لأنهم ينجذبون إليه. وهذا يمكن أن يشوه البيانات. "

## الأفراد البارزون
-- رواية جوان جرينبرج بعنوان "أنا لم أعدك أبداً يا حديقة الوردة" (1964) هي رواية عن السيرة الذاتية لسنوات المراهقة في تشستنت لودج، والتي تعمل مع الدكتورة فريدا فروم-رايخمان. في ذلك الوقت تم تشخيصها بأنها مصابة بمرض انفصام الشخصية، على الرغم من أن طبيبين نفسيين درسا وصف غرينبرج الذاتي في الكتاب في عام 1981 خلصا إلى أنها لم تكن مصابة بالفصام، ولكن كان لديها اضطراب شديد في الاكتئاب والجسدنة.  السرد يضع باستمرار الفرق بين المرض العقلي للبطل وقدرتها الفنية. غرينبرغ تصر على أن مهاراتها الإبداعية ازدهرت على الرغم من حالتها وليس بسببها.—برايان ويلسون (من مواليد 1942)، مؤسس فرقة الروك الأمريكية أولاد الشاطئ، يعاني من اضطراب انفصام الشخصية. في عام 2002، وبعد خضوعه للعلاج، تحدث عن كيفية تأثير الدواء على إبداعه، موضحًا: "لم أتمكن من كتابة أي شيء لمدة ثلاث سنوات. أعتقد أنني بحاجة إلى الشياطين لكي أكتب، لكن الشياطين قد ذهبوا. يزعجني كثيرًا، لقد حاولت وحاولت ، لكن لا يمكنني العثور على لحن.
-- دانييل جونستون (من مواليد 1961) هو موسيقي من الخارج، يتم مناداته أحيانًا باسم «براين ويلسون». وغالبا ما تنسب موسيقاه إلى مشاكله النفسية. في بيان صحفي صادر عن مديره، طُلب من المراسلين الامتناع عن وصف جونستون بأنه «عبقري» بسبب الاضطرابات العاطفية للموسيقي. جادل ديفيد ماكنامي من صحيفة الجارديان بأنه «من المحظور تقريبًا أن يقول أي شيء ينتقد جونستون. هذا أمر يراعى بشكل لا يصدق. لسبب واحد ، يجعل أي تقييم صادق لعمله مستحيلًا.»—تيري أ. ديفيس (1969–2018)، مبرمج كمبيوتر، أنشأ وصمم نظام تشغيل كامل بمفرده. على الرغم من أن ملاحظاته كانت غالبًا ما تكون غير مفهومة أو مزعجة، إلا أنه كان معروفًا أنه واضح بشكل استثنائي إذا كان موضوع النقاش عبارة عن أجهزة كمبيوتر. رفض الدواء لعلاج مرض انفصام الشخصية لديه لأنه يعتقد أنه يحد من إبداعه. في عام 2017، تم عرض نظام التشغيل كجزء من معرض فني خارجي في بوران، فرنسا.